# Johannes Claudii Wagnerus
Johannes Claudii Wagnerus, född i mars 1593 i Söderköping, död 2 maj 1658 i Landeryds socken, var en svensk präst.

## Biografi
Johannes Claudii Wagnerus föddes 1593 i Söderköping. Han prästvigdes till krigspräst 23 augusti 1622. Wagnerus blev 1644 kyrkoherde i Landeryds församling. Han avled 1658 i Landeryds socken.

### Familj
Wagnerus gifte sig första gången med Anna Mattsdotter som var dotter till kyrkoherden i Rystads socken. Han gifte sig andra gången med Kerstin Ask (död 1678) som var dotter till kyrkoherden Laurentius Ask och Anna Bothvidsdotter i Törnevalla socken samt änka efter kyrkoherden Jonas Benedicti Kylander i Landeryds socken. Ask och Wagnerus fick tillsammans barnen Johan, Laurentius Wagner, Anna, Margareta (död 1651) och ytterligare åtta barn. Efter Wagnerus död gifte Kerstin Ask om sig med kyrkoherden Daniel Gruf i Häradshammars församling.